# Accessus

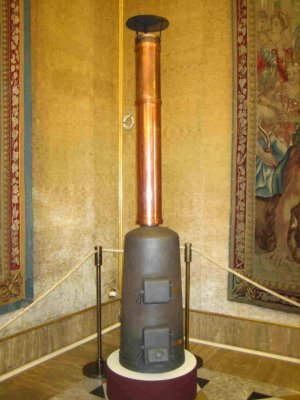
La stufa della Cappella Sistina, usata per bruciare le schede dopo le votazioni e per produrre le fumate nera o bianca.

Con il termine accessus (latino: aumento) si intende un complesso metodo di voto, all'interno del conclave per eleggere il papa, che permetteva ai cardinali di cambiare la propria preferenza già data.
L'accessus, probabilmente, fu utilizzato per la prima volta nel conclave del 1455 che elesse il papa Callisto III. Tuttavia la prima attestazione certa sull'utilizzo dell'accessus risale all'elezione di Pio II nel 1458. Fino al 1621 l'accessus era effettuato solo oralmente, ma, in quell'anno, il papa Gregorio XV decretò che dovesse essere fatto anche per iscritto sulle schede.
Fino al conclave del 1903 i cardinali votavano una volta al mattino e una volta al pomeriggio. Sia alla votazione del mattino che a quella del pomeriggio seguiva l'accessus.

## Funzionamento dell'accessus
Prima delle votazioni ai cardinali veniva distribuita una scheda sulla quale il porporato doveva scrivere, nella parte bassa, un motto a sua scelta che impedisse di risalire, anche lontanamente, alla sua identità. Ogni cardinale scriveva sulla scheda il nome della persona a cui dava il voto, poi piegava i due lembi della scheda e li chiudeva con dei sigilli propri riportanti anch'essi dei segni identificativi noti solamente a lui. Nella parte centrale della scheda c'era la scritta "Eligo in Summum Pontificem [nome]" (latino: Eleggo Sommo Pontefice [nome della persona a cui dava il voto] ). Dopo di che il porporato si recava a depositare la propria scheda nell'urna.
Dopo l'apertura delle urne i cardinali scrutatori leggevano i voti e ciascun cardinale ne prendeva nota su un apposito modulo personale che gli era stato consegnato. Alla fine, così, ognuno poteva vedere quali cardinali avevano ricevuto il maggior numero di consensi. Se i due terzi dei voti necessari all'elezione non erano stati raggiunti da nessuno, i cardinali potevano rinnegare il proprio voto e assegnarlo a uno qualsiasi dei candidati che avevano ricevuto almeno un voto valido, oppure potevano confermare il proprio voto già dato.
Chi desiderava rinnegare il proprio voto preparava una scheda identica alla precedente tranne per la parte centrale, che, questa volta, recava la scritta "Accedo domino cardinali [nome]" (latino: Aumento al signor cardinale [nome della persona a cui voleva dare il voto] ). Chi non desidera modificare il proprio voto, invece, preparava una scheda con scritto "Accedo nemini" (latino: Non aumento a nessuno). Ogni cardinale andava poi a portare la propria scheda nell'urna.
Dopo la nuova apertura delle urne gli scrutatori prendevano le schede dove c'era scritto "Accedo domino cardinali", osservavano i sigilli, aprivano la parte bassa dove c'era scritto il motto segreto, e cercavano fra le schede della prima votazione quella con gli stessi sigilli e lo stesso motto. Una volta trovata la sostituivano con la seconda scheda recante la nuova attribuzione del voto. Si procedeva in questo modo per tutte le schede che recavano la parola "Accedo domino cardinali". Dopo questa complessa procedura si ricontavano le schede tenendo presenti le nuove assegnazioni dei voti.

## Abolizione dell'accessus
L'accessus venne abolito dal papa Pio X il 25 dicembre 1904 con la costituzione apostolica Vacante Sede Apostolica. Pio X stabilì che l'accessus fosse sostituito con una seconda votazione, da svolgersi immediatamente dopo la votazione del mattino e dopo la votazione del pomeriggio, ottenendo così due votazioni al mattino e due al pomeriggio.

## Fonti
- Giancarlo Zizola, Il conclave, storia e segreti, Newton Storia, pagina 160. ISBN 9788879832946
- Spiegazione dell'accessus sul sito del Vicariato di Roma [collegamento interrotto], su vicariatusurbis.org.